# Bob Love
Robert Earl Love, detto Bob (Bastrop, 8 dicembre 1942 – Chicago, 18 novembre 2024), è stato un cestista statunitense, professionista nella NBA.

## Carriera
Venne selezionato dai Cincinnati Royals al quarto giro del Draft NBA 1965 (33ª scelta assoluta).

## Statistiche
| * | Primo nella lega |

### NBA

#### Regular season
| Anno      | Squadra           | PG  | PT | MP   | TC%  | 3P% | TL%  | RP  | AP  | PRP | SP  | PP   |
| --------- | ----------------- | --- | -- | ---- | ---- | --- | ---- | --- | --- | --- | --- | ---- |
| 1966-1967 | Cincinnati Royals | 66  | -  | 16,3 | 42,9 | -   | 63,3 | 3,9 | 0,7 | -   | -   | 6,7  |
| 1967-1968 | Cincinnati Royals | 72  | -  | 14,8 | 42,4 | -   | 68,4 | 2,9 | 0,8 | -   | -   | 6,4  |
| 1968-1969 | Milwaukee Bucks   | 14  | -  | 16,2 | 36,8 | -   | 76,3 | 4,6 | 0,2 | -   | -   | 7,6  |
| 1968-1969 | Chicago Bulls     | 35  | -  | 9,0  | 41,6 | -   | 72,4 | 2,5 | 0,4 | -   | -   | 5,1  |
| 1969-1970 | Chicago Bulls     | 82* | -  | 38,1 | 46,6 | -   | 84,2 | 8,7 | 1,8 | -   | -   | 21,0 |
| 1970-1971 | Chicago Bulls     | 81  | -  | 43,0 | 44,7 | -   | 82,9 | 8,5 | 2,3 | -   | -   | 25,2 |
| 1971-1972 | Chicago Bulls     | 79  | -  | 39,3 | 44,2 | -   | 78,4 | 6,6 | 1,6 | -   | -   | 25,8 |
| 1972-1973 | Chicago Bulls     | 82* | -  | 37,0 | 43,1 | -   | 82,4 | 6,5 | 1,5 | -   | -   | 23,1 |
| 1973-1974 | Chicago Bulls     | 82* | -  | 40,1 | 41,7 | -   | 81,8 | 6,0 | 1,6 | 1,0 | 0,3 | 21,8 |
| 1974-1975 | Chicago Bulls     | 61  | -  | 39,4 | 42,9 | -   | 83,0 | 6,3 | 1,7 | 1,0 | 0,2 | 22,0 |
| 1975-1976 | Chicago Bulls     | 76  | -  | 37,1 | 39,0 | -   | 80,1 | 6,7 | 1,9 | 0,8 | 0,1 | 19,1 |
| 1976-1977 | Chicago Bulls     | 14  | -  | 35,4 | 33,8 | -   | 76,1 | 5,2 | 1,6 | 0,6 | 0,1 | 12,2 |
| 1976-1977 | N.Y. Nets         | 13  | -  | 17,5 | 46,2 | -   | 84,6 | 2,9 | 0,3 | 0,1 | 0,2 | 10,1 |
| 1976-1977 | Seattle S.Sonics  | 32  | -  | 14,1 | 37,2 | -   | 87,2 | 2,7 | 0,7 | 0,4 | 0,1 | 4,1  |
| Carriera  | Carriera          | 789 | -  | 31,8 | 42,9 | -   | 80,5 | 5,9 | 1,4 | 0,8 | 0,2 | 17,6 |

#### Play-off
| Anno     | Squadra       | PG | PT | MP    | TC%  | 3P% | TL%  | RP  | AP  | PRP | SP  | PP    |
| -------- | ------------- | -- | -- | ----- | ---- | --- | ---- | --- | --- | --- | --- | ----- |
| 1970     | Chicago Bulls | 5  | -  | 34,4  | 38,5 | -   | 79,2 | 9,2 | 0,8 | -   | -   | 11,8  |
| 1971     | Chicago Bulls | 7  | -  | 47,1* | 49,1 | -   | 80,6 | 7,3 | 1,4 | -   | -   | 26,7* |
| 1972     | Chicago Bulls | 4  | -  | 43,3  | 36,0 | -   | 84,6 | 6,8 | 1,8 | -   | -   | 18,8  |
| 1973     | Chicago Bulls | 7  | -  | 44,9  | 45,9 | -   | 73,2 | 9,6 | 3,3 | -   | -   | 23,7  |
| 1974     | Chicago Bulls | 11 | -  | 44,5  | 40,5 | -   | 76,3 | 5,7 | 2,2 | 1,3 | 0,5 | 23,0  |
| 1975     | Chicago Bulls | 13 | -  | 44,8  | 43,7 | -   | 77,9 | 7,5 | 1,5 | 0,8 | 0,4 | 25,8  |
| Carriera | Carriera      | 47 | -  | 43,9  | 43,1 | -   | 77,6 | 7,5 | 1,9 | 1,0 | 0,4 | 22,9  |

## Palmarès

### Individuale
- EPBL Rookie of the Year (1966)
- All-NBA Second Team: 2

1971, 1972
- NBA All-Defensive Second Team: 3

1972, 1974, 1975
- NBA All-Star: 3

1971, 1972, 1973